# Liên họ Chồn
Liên họ Chồn (Musteloidea) là một liên họ (superfamilia) động vật có vú thuộc Bộ Ăn thịt với những điểm đặc trưng chung về hộp sọ và răng. Liên họ Chồn có một tổ tiên chung với động vật chân màng (Pinnipedia, bao gồm hải mã, sư tử biển và hải cẩu).
Liên họ Chồn bao hàm các thành viên sau: họ Gấu trúc đỏ (Ailuridae), họ Chồn (Mustelidae), họ Gấu mèo Bắc Mỹ (Procyonidae) và họ Chồn hôi (Mephitidae).
Ở Bắc Mỹ, động vật dạng gấu và dạng chồn xuất hiện từ thời kỳ Chadronia (38-33,9 triệu năm trước đây, thuộc thế Thủy Tân muộn). Ở châu Âu, động vật dạng gấu và dạng chồn xuất hiện từ thời thế Tiệm Tân sớm, ngay sau sự kiện Đại Phá vỡ (Grande Coupure).
Liên họ Chồn có thể không phải là một nhóm có các thành viên cùng nguồn gốc (nhóm đơn ngành). Một số, hoặc có thể là tất cả, các đặc tính được xem xét, có thể đã tiến hóa thành hai hay nhiều nhánh độc lập với nhau từ gốc chung là động vật dạng gấu nguyên thủy, ví dụ như chi Amphicynodon.

## Hình ảnh

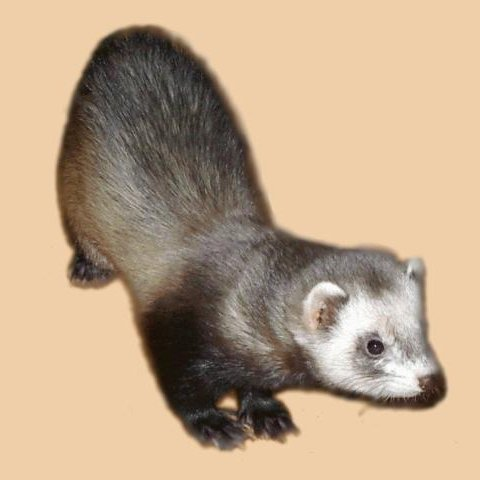
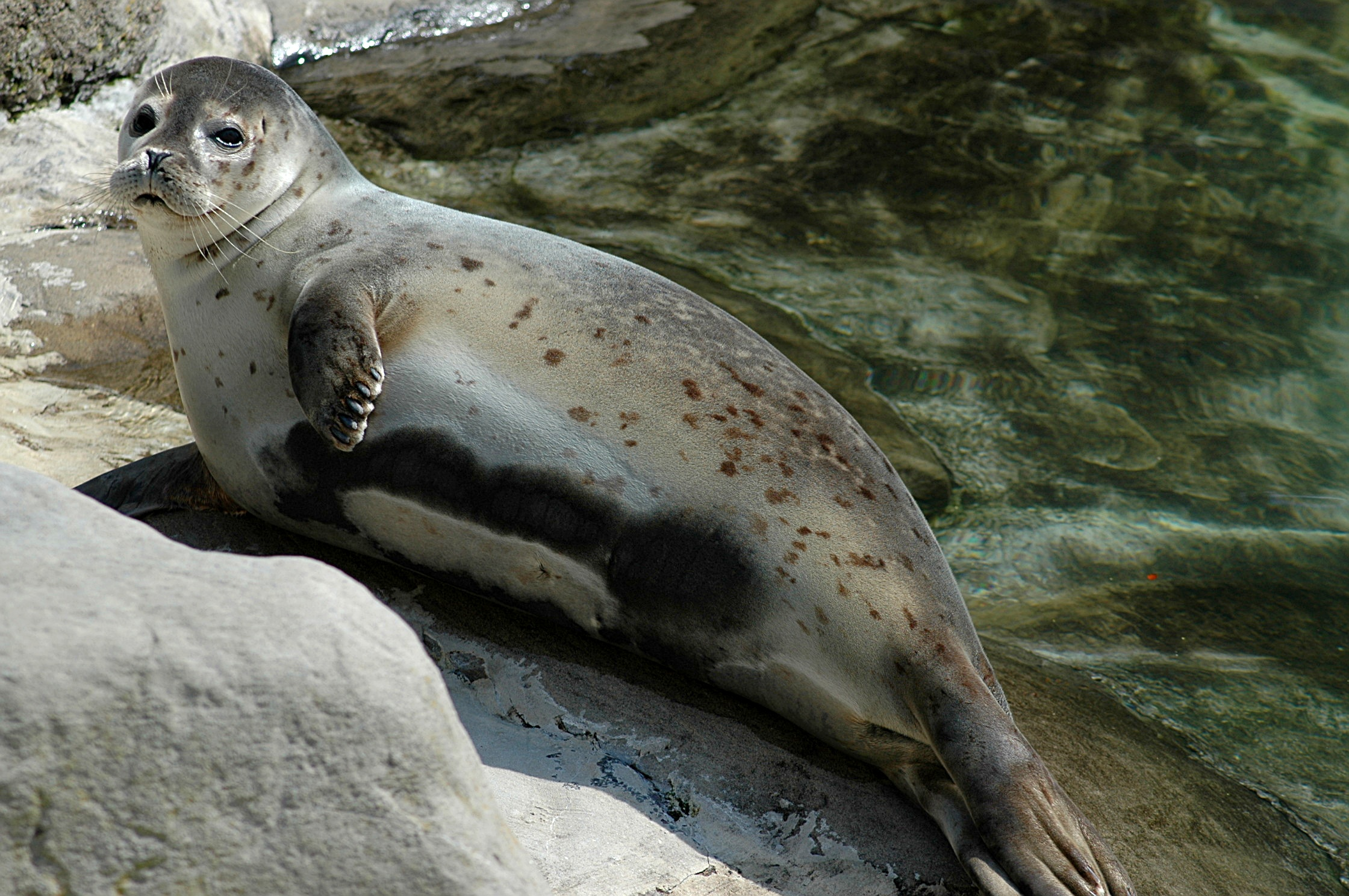
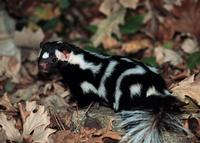